# Jim Latham (compositeur)
Pour les articles homonymes, voir Jim Latham.
Jim Latham est un compositeur de musiques de films.

## Filmographie
- 1994 : Bump in the Night (série télévisée)
- 1996 : Boys Night Out
- 1996 : Just Friends
- 1997 : The Newlywed Game (série télévisée)
- 1997 : Birdhouse
- 1997 : The Online Adventures of Ozzie the Elf (TV)
- 1996 : Jumanji (série télévisée)
- 1997 : Men in Black (série télévisée)
- 1997 : Extrême Ghostbusters (série télévisée)
- 1998 : Godzilla (série télévisée )
- 1998 : The Next Tenant
- 1999 : Temps
- 1999 : Dragon Tales (série télévisée)
- 1999 : Starship Troopers (série télévisée d'animation)
- 1999 : Fractured Fairy Tales: The Phox, the Box & the Lox
- 2000 : Sammy (série télévisée)
- 2001 : On Edge
- 2003 : Columbo : Columbo Likes the Nightlife (TV)
- 2003 : Maniac Magee (en) (TV)
- 2003 : Roulette
- 2004 : The Almost Guys (en) d'Eric Fleming
- 2005 : Tweek City
- 2005 : Disney Princess: A Christmas of Enchantment (vidéo)
- 2008 : Extreme Movie d'Adam Jay Epstein et Andrew Jacobson

## Récompenses & Nominations

### Récompenses
- 1998 : ASCAP Film and Television Music Awards
- 2001 : ASCAP Film and Television Music Awards

### Nominations
- 2001 : Annie Awards (Max Steel) (2001) avec Nathan Furst